# Nekrolog 44 v. Chr.
Dies ist eine Liste von im Jahr 44 v. Chr. verstorbenen bekannten Persönlichkeiten. Die Einträge erfolgen alphabetisch sortiert.
| Tag      | Name                    | Beruf, bekannt als                       | Alter |
| -------- | ----------------------- | ---------------------------------------- | ----- |
|          | Lucius Caninius Gallus  | römischer Volkstribun                    |       |
|          | Gaius Helvius Cinna     | römischer Dichter                        |       |
| 15. März | Gaius Iulius Caesar     | römischer Staatsmann, Feldherr und Autor | 55    |
|          | Gaius Marius            | römischer Betrüger                       |       |
|          | Ptolemaios XIV.         | König von Ägypten                        |       |
|          | Publius Servilius Vatia | römischer Politiker                      |       |
| Frühjahr | Publius Sittius         | römischer Ritter                         |       |